# Eileen Gray
Vous lisez un « bon article » labellisé en 2010.
Pour les articles homonymes, voir Gray.
Eileen Gray, née Kathleen Eileen Moray Smith le 9 août 1878 à Enniscorthy dans le sud-est de l'Irlande (qui était alors rattachée au Royaume-Uni de Grande-Bretagne et d'Irlande), et morte le 31 octobre 1976 (à l'ancien hôpital Broussais, dans le 14e arrondissement de Paris) est une designer et architecte irlandaise. Elle est surtout connue pour avoir incorporé de luxueuses finitions laquées sur des meubles d'esthétique Art déco puis évolué vers le mobilier à structure en acier tubulaire de Style international dans les années 1920.
Dans le domaine architectural, elle est célèbre pour avoir créé la Villa E-1027 (1929) avec Jean Badovici, interprétation libre de l'architecture moderniste. Après avoir été largement négligée par le corps architectural de longues années durant, elle a connu un regain de popularité à la fin de sa vie. Aujourd'hui, elle fait partie du « Panthéon » des architectes et designers qui ont marqué cette discipline de leur empreinte. En témoignent les expositions posthumes et les classements au titre de monuments historiques de certaines de ses œuvres.

## Biographie

### Enfance et formation

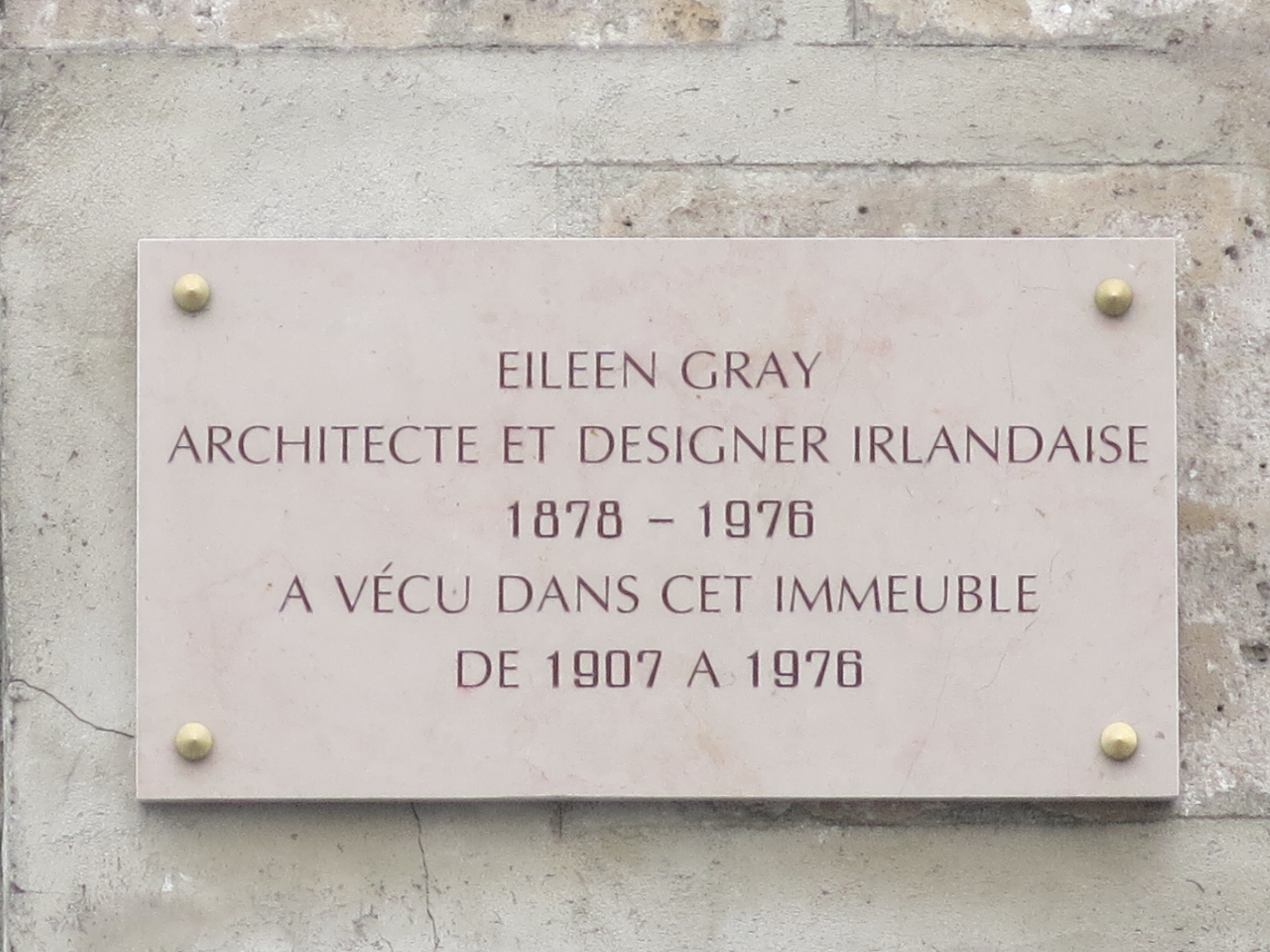
Plaque au no 21 rue Bonaparte (6e arrondissement de Paris), où elle vit de 1907 à 1976.

Kathleen Eileen Moray Smith est née le 9 août 1878 à Enniscorthy, aujourd'hui en république d'Irlande dans une famille d'aristocrates : ses parents sont Eveleen Pounden et James Maclaren Smith ; en 1893, la famille prend le nom de Gray après que sa mère eut hérité d'un titre de Pairie d'Écosse (celle-ci devint Eveleen Smith-Gray, 19e Lady Gray).
En 1900, elle découvre Paris à l'occasion de l'Exposition universelle qui se tient dans la capitale française. Elle commence des études de peinture à la Slade School of Fine Art (section d'art de l'University College de Londres) en 1901, où elle fait la connaissance de Kathleen Bruce (future Mme Scott) et de Jessie Gavin. En 1902, « les trois Anglaises » sont à Paris pour suivre des cours à l'Académie Colarossi et à l'Académie Julian. Eileen Gray y vivra une relation amoureuse avec Jessie Gavin. Deux ans plus tard, Gray retourne à Londres pour continuer sa formation aux techniques de laque et reprend des cours à la Slade School. Elle s'installe définitivement à Paris en 1907 et quitte la peinture pour étudier le laquage sous la direction de l'artisan laqueur Seizo Sugawara. Elle achète un appartement dans un hôtel particulier au 21 rue Bonaparte, qu'elle conservera toute sa vie.
En 1908-1909, Gray apprend à teindre et à tisser les fils de laine avec son amie Evelyn Wyld dans les contreforts de l’Atlas. En 1910, elle ouvre deux ateliers, l’un dédié au laquage, 11 rue Guénégaud auquel collabore également l'ébéniste Kichizo Inagaki, et l’autre au tissage de tapis, 17-19, rue Visconti.

### Ses débuts en matière d'art

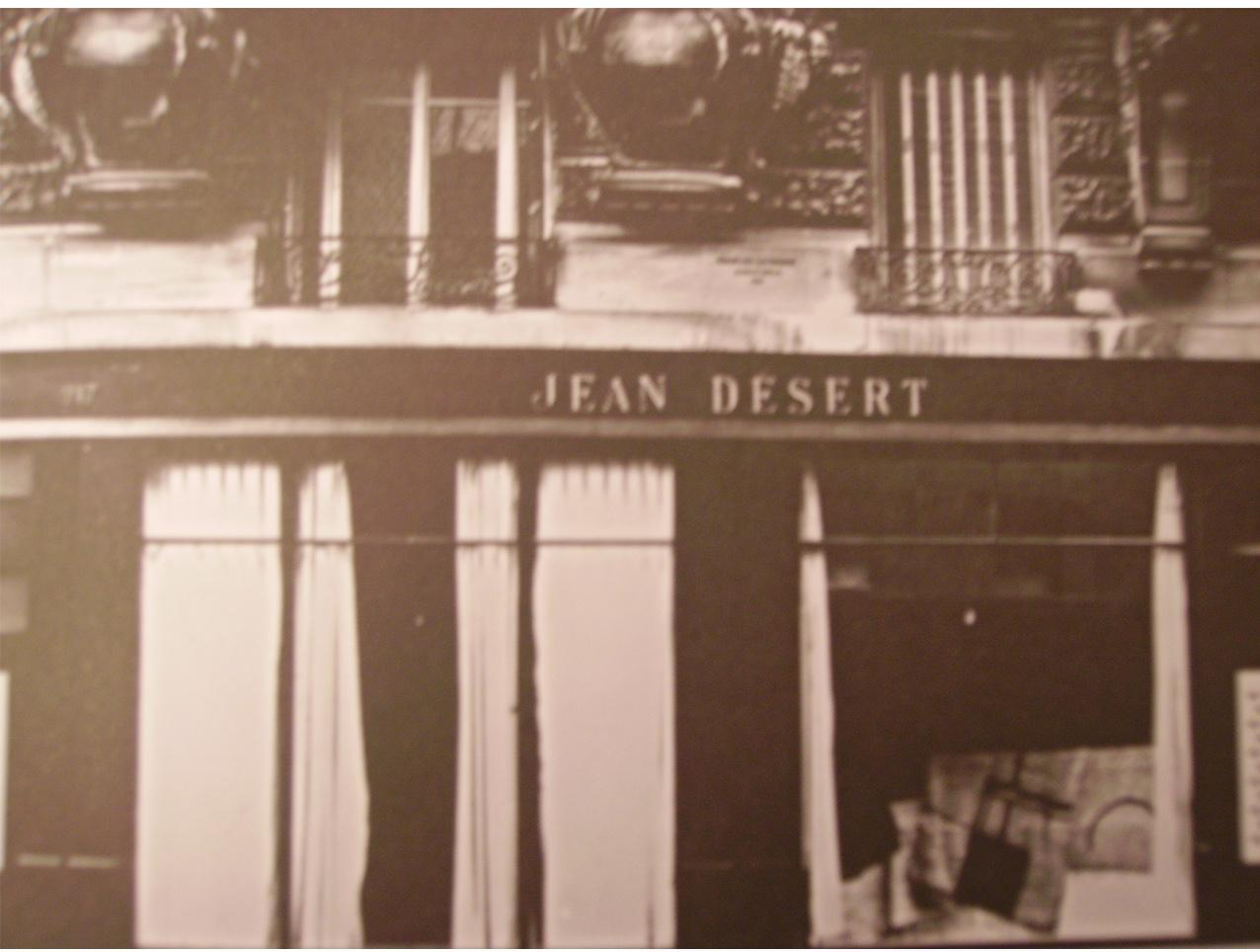
Galerie Jean Désert, Rue du Faubourg-Saint-Honoré, Paris.

En 1913, elle présente sa première exposition, comportant des panneaux décoratifs, au Salon des artistes décorateurs. Elle combine laques et bois rares, abstractions géométriques et motifs d'inspiration japonaise dans son travail. Ceci attire l'attention du couturier Jacques Doucet, amateur et collectionneur d'art. Il lui passe commande de quelques œuvres dont le paravent « le Destin » et la table « Lotus », qui seront les seules créations signées et datées, ainsi que la « Table aux chars » et la « Table au bilboquet ». À Londres, après le début de la Première Guerre mondiale, Gray doit compter sur le soutien financier de sa famille. De 1919 à 1924, Gray est chargée de décorer l'appartement de Madame Mathieu Lévy (Suzanne Talbot), rue de Lota à Paris, une célébrité du monde de la mode dont le The New York Times célébrait l'élégance dans un compte-rendu illustré du 5 mars 1914. C'est pour ce projet qu'elle réalise le « Fauteuil aux dragons » et une chaise longue en bois laqué qu'elle baptise « Pirogue », possédant des lignes aux influences africaines populaires dans les années 1920, ou ses paravents en briques et le « Canapé Lota » d'influence plus japonaise. Photographié par le Baron de Meyer à partir de 1922, son design d'intérieur suscite alors une avalanche d'éloges dans la presse. L'appartement de Suzanne Talbot, devenue Madame Mathieu Lévy, était considéré comme un des exemples les plus exceptionnels de décoration du début des années 1920. Eileen Gray avait mis cinq ans à en peaufiner le décor.
Gray ouvre en 1922 la Galerie Jean Désert au no 217, rue du Faubourg-Saint-Honoré avec l'aide de Jean Badovici, architecte et critique roumain, qu'elle a rencontré l'année précédente,. Le couple entretiendra une relation professionnelle et intime. Cette galerie est l'opportunité pour Gray de promouvoir et commercialiser ses réalisations « paravents en laque, mobilier en bois, tentures murales, lampes, divans, miroirs, tapis » selon la publicité de la galerie. La galerie elle-même attire l'attention du monde créatif ; l'influence de Badovici s'y fait sentir. La façade faite d'acier et de verre imaginée par l'architecte roumain, dans la lignée de René Herbst, contraste fortement avec la façade en pierre de l'immeuble. Bien qu'elle ne soit pas une réussite financière, la galerie séduit une clientèle chic (Marie-Laure de Noailles, James Joyce ou Elsa Schiaparelli) mais aussi une clientèle lesbienne : la chanteuse Damia (amante d'Eileen Gray), Romaine Brooks, Loïe Fuller, Gabrielle Bloch, alias Gab Sorère ou Élisabeth de Gramont (duchesse de Clermont-Tonnerre).
Gray obtient alors des commandes pour lesquelles elle collabore avec Sugawara ainsi qu'avec la tisseuse Evelyn Wyld. Elle conçoit en 1923 le « Boudoir de Monte-Carlo » pour le XIVe Salon des artistes décorateurs de Paris, où un lit de type « Pirogue » et des lampe de chevet et lampadaire « afro-cubistes » en ivoire, parchemin et bois laqué,, jugés extravagants, focalisent cette fois la critique,. Ce projet, qui présente également ses tapis et paravents en briques, attire en revanche l'attention du mouvement De Stijl, un groupe dont les théories et réalisations l'inspireront par la suite.

### Vers le modernisme

#### Du mobilier à l'architecture
Elle est ainsi remarquée en 1923 par Sybold van Ravesteyn et J. J. P. Oud du mouvement De Stijl, dont elle visite la même année l'exposition à la Galerie de L'Effort moderne à Paris. Admirative du designer et architecte Gerrit Rietveld, auquel elle rend hommage par sa « Table De Stijl » de 1924 et dont elle visite la maison Schröder en 1925, à la suite de l'Exposition internationale des Arts décoratifs et industriels modernes où figure le Pavillon de l'Esprit nouveau, elle réagit alors en renonçant aux « monstruosités de l'Art déco » et renie ses lampes et bois laqués pour saisir ces nouvelles tendances. Inspirée également par les récentes réalisations en tube d'acier de Marcel Breuer, comme sa « chaise Wassily » de 1925, elle crée un mobilier axé sur la fonctionnalité. Déjà en 1925-1926 avec son prototype de « Table ajustable » elle commence à utiliser le tube de métal pour le mobilier, d'abord laqué, puis nickelé ou chromé à partir de 1927,, après l'avoir expérimenté sur des lampes. Avec ces nouveaux meubles symbolisés également par son fauteuil rond Bibendum, réalisé vers 1930, qui sera ensuite acheté par Suzanne Talbot pour son nouvel appartement parisien du boulevard Suchet, aménagé en 1933 sous la direction de l’architecte Paul Ruaud, elle amorce son tournant moderniste. Elle est avec Marcel Breuer, René Herbst, Charlotte Perriand ou Gerrit Rietveld, l'un des précurseurs du mobilier à structure acier tubulaire.
Persuadée par Jean Badovici, elle se dirige ensuite vers l'architecture à partir de 1924. Elle apprend cette discipline sur le tard avec l'aide de Badovici, qui souhaite faire construire sur la Côte d'Azur, et d'une jeune architecte nommée Adrienne Gorska, qui lui enseigne les bases de l'architecture et sa pratique. La même année, « Maison avec petite fabrique », un bois qui hésite entre la sculpture et la maquette, exprime peut-être sa première manière d’approcher l’architecture. En 1926, son projet de « Maison pour un ingénieur » fait encore partie de son œuvre simplement projetée.

#### Maison en bord de mer E-1027
C’est au cap Martin, à Roquebrune, qu’elle choisit et achète un terrain en 1926 au nom et pour le compte de Badovici, et que ceux-ci commencent à travailler sur le projet E-1027 à partir de maquette et de plans, dont les croquis sont réalisés avec Badovici en 1926, puis finalisés par Gray en 1927 en liaison avec l'agencement intérieur. Le nom de la maison est un code pour Eileen Gray et Jean Badovici : E pour Eileen, 10 pour le J de Jean, 2 pour le B de Badovici, 7 pour le G de Gray.

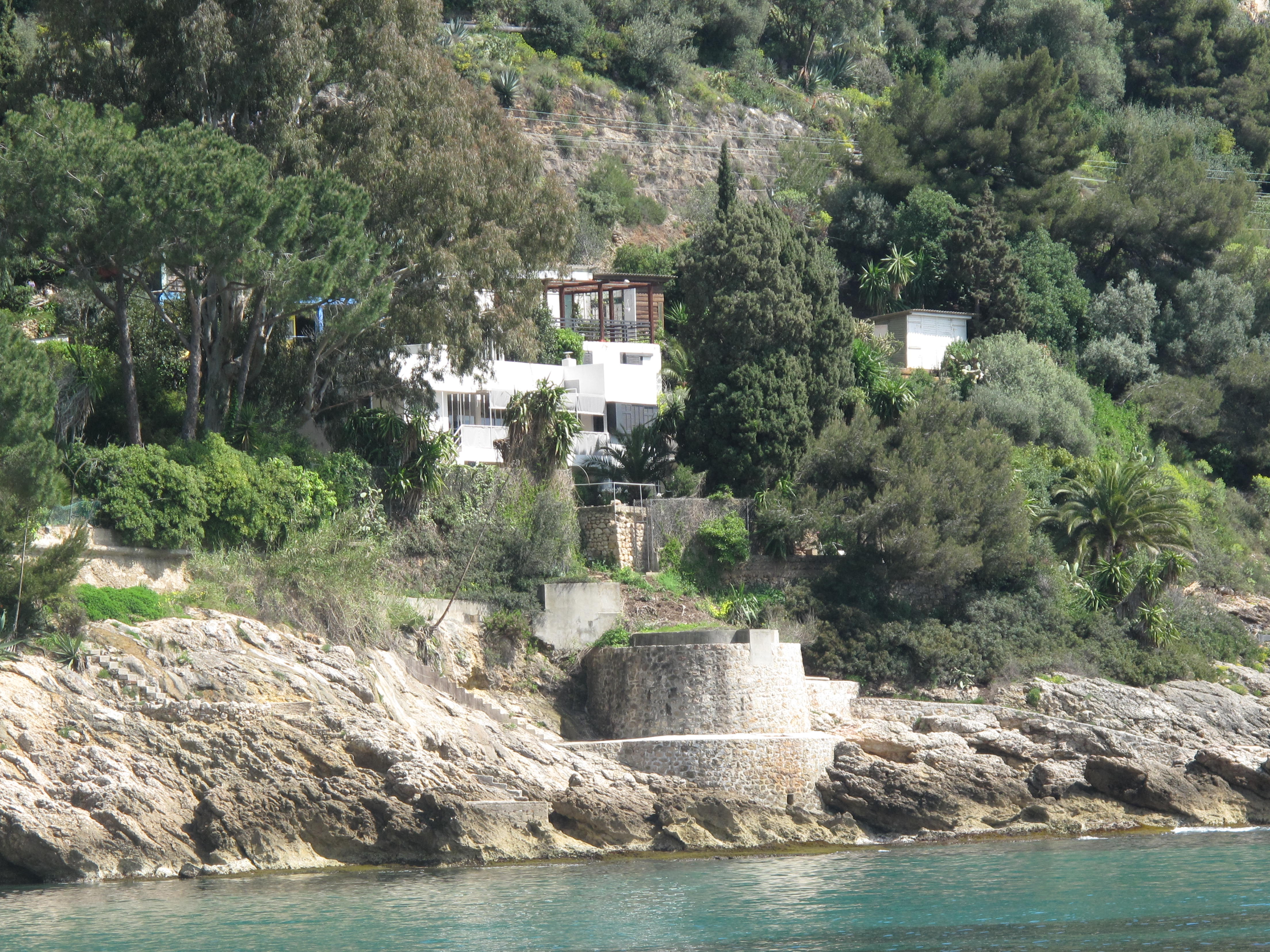
La villa E-1027 à Roquebrune-Cap Martin.

La maison allie ouverture et compacité. Elle forme un L, le toit est plat, avec des baies vitrées en longueur, des pilotis à rez-de-chaussée et un escalier hélicoïdal pour la chambre d'ami. Gray collabore sur la structure de la maison avec Badovici, qui brevète notamment le prototype des fenêtres coulissantes « fenêtre paravent ». Elle crée également l'ensemble du mobilier, avec en particulier la « Table ajustable » circulaire en verre E-1027 et les fauteuils « Transat » et « Non-Conformiste ».
La maison, qui vient d'être achevée, est également présentée par Badovici dans le numéro spécial d'automne-hiver 1929 de L'Architecture vivante, sous la forme d'un dialogue avec Gray. La fabrication de son mobilier, entre 1926 et 1929, s'inscrit dans cette période cruciale d'apparition du mobilier dit moderne. Avec cette réalisation, le couple d'architectes Gray et Badovici, tout en reprenant l'essentiel des cinq points d'une architecture nouvelle énoncés en 1927 par Le Corbusier, entame une critique des réflexions sur l'aménagement intérieur d'un habitat moderne collectif standardisé. Cette critique repose sur l'idée que l'aménagement interne doit demeurer intimiste et n'est pas uniquement le résultat de la structure externe. La villa sera également présentée en 1930 dans le tout premier numéro de la revue L'Architecture d'aujourd'hui, à laquelle participe leur ami Le Corbusier qui en apprécie l'originalité.
Après le décès de Badovici en 1956, la villa est vendue aux enchères à une amie de Le Corbusier, désireux d'en assurer la préservation, fresques comprises. Après un second changement de propriétaire en 1974, la maison est vidée par ce dernier de son mobilier, vendu aux enchères en 1992, et laissée à l'abandon à la suite de son décès en 1996. La villa, classée et acquise en 2000 par le Conservatoire du littoral, a été réhabilitée puis ouverte au public en 2015.
La villa E.1027 est une œuvre de maturité, c’est la première construction architecturale d’Eileen Gray. Active jusqu’à la fin de sa vie elle établit un lien entre l’ancienne génération d’artistes faisant partie de l’époque pionnière de la modernité et la génération des années 80.

#### Le Corbusier, peintures murales
Avec son épouse monégasque, il fréquente alors régulièrement Badovici dans sa « maison en bord de mer » ; après avoir orné en 1936 l'une de ses maisons de Vezelay avec le peintre Fernand Léger et encouragé par le critique roumain, il y peint en 1938 neuf fresques murales. Celles-ci deviennent cependant un point de discorde entre Gray et Le Corbusier, l'artiste irlandaise estimant que ces fresques ne rentrent pas dans sa démarche architecturale,. Mais Le Corbusier convaincra finalement Badovici de les conserver.

#### Villa Tempe a païa
En 1929, Eileen Gray est membre fondateur du mouvement d'artistes décorateurs et d'architectes, l'Union des artistes modernes. En 1932 elle commence une nouvelle maison baptisée « Villa Tempe a païa » située route de Castellar à Menton. Le nom de la maison, provenant du dicton provençal « avec du temps et de la paille, les nèfles mûrissent », est directement liée à l'évolution de l'œuvre et de la vie de Gray. En effet, ce projet architectural est son plus personnel. Jean Badovici ne collabore pas à ce projet. Elle continue sa réinterprétation des cinq points de l'architecture moderne énoncés par Le Corbusier. C'est, de plus, un lieu synonyme de repos et de solitude. Le terrain comporte déjà des bâtiments-citernes qu'elle transforme pour deux d'entre eux en garage et chambre d'amis, la troisième gardant sa fonction de réservoir d'eau. Au-dessus de celle-ci, elle crée les lieux de vie où la limite entre espace privé et espace commun est clairement définie.

#### Vers une architecture sociale
Les années 1930 sont une période charnière pour la société française. La montée du chômage puis l'accès aux congés payés poussent les architectes à repenser les équipements sociaux et culturels. Ainsi, Eileen Gray, qui a une sensibilité politique de gauche est l'une des précurseurs dans le domaine, et fait des enjeux du logement social l'une des caractéristiques de son œuvre,.
Le premier projet où elle intègre cette dimension sociale se nomme « Tente de camping » en 1930 où elle intègre une conception résolument tournée vers le loisir de masse,. La même année, elle imagine un concept de logement appelé « maison minimum » où elle développe l'idée de maison individuelle à ossature démontable se modulant selon la topographie du lieu. Le thème de la maison individuelle préfabriquée se retrouvera ponctuellement dans l'œuvre de Gray, comme en 1936 avec la « maison ellipse ». Explorant l'impact des congés payés sur la vie sociale des gens, elle imagine un centre de vacances et de loisirs en 1936-37. Projet complet, il intègre services administratifs, parking, différents modes de logement et les équipements liés aux loisirs et activités. Ce projet est présenté à l'Exposition internationale « Arts et Techniques dans la Vie moderne » de 1937 dans le « Pavillon des temps nouveaux » du congrès international d'architecture moderne (CIAM) aux côtés de Robert Mallet-Stevens et Le Corbusier.

### L’oubli et la renaissance
Peu avant l'ouverture de l'exposition, elle entame une longue période de réclusion. En 1940, pendant la Seconde Guerre mondiale, Menton est annexée par l'armée italienne et les côtes françaises sont interdites aux étrangers, elle trouve alors refuge dans le Vaucluse à Lourmarin puis Cavaillon. Lors de cette période, beaucoup de ses travaux restés à Menton sont pillés. Après la guerre, elle est largement oubliée par le corps architectural. Elle continue cependant ses recherches sur l'urbanisme social avec le projet d'un « centre culturel et social » de 1946 à 1947. En 1954 Gray commence les travaux de sa nouvelle maison, baptisée « Lou Pérou », près de Saint-Tropez qui sera son dernier projet. Sur un terrain inhabité acheté dès 1939, où trône un corps de ferme, elle réhabilite le lieu dans l'esprit initié avec la villa Tempe a païa, c'est-à-dire un lieu refuge. Ses projets donnent lieu à publication jusqu'en 1959, à l'âge de 81 ans, avec la présentation de son Centre culturel et social des années 1940 dans L'Architecture d'aujourd'hui.
En 1968, un article flatteur de Joseph Rykwert, publié dans le magazine Domus, au succès inattendu, suffit à remettre en production la table E-1027 et le fauteuil Bibendum. En France, les galeristes Robert et Cheska Vallois proposent des meubles de Gray dès 1971. En 1972, la vente aux enchères du mobilier du grand couturier et collectionneur Jacques Doucet participe de la redécouverte de son œuvre. En 1973, plusieurs expositions rétrospectives sur l'œuvre d'Eileen Gray sont organisées notamment par le Royal Institute of British Architects ou encore l'Architectural League of New York.

Le 31 octobre 1976, Eileen Gray s'éteint à l'ancien hôpital Broussais (96 rue Didot, 14e arrondissement de Paris), à l'âge de 98 ans. Ses cendres sont déposées au columbarium du Père-Lachaise (case n°17616) avant d'être transférées à l'ossuaire,. L'architecte et auteur Michel Raynaud dit à son propos : 

« Quatre ans avant sa mort, Eileen Gray devint célèbre. »

 En 1987, Peter Adam écrit la première biographie de son amie : Eileen Gray: Eileen Gray, Architect and Designer.
Deux films ont été réalisés sur la vie d'Eileen Gray : le premier, réalisé par Jörg Bundschuh et sorti en 2006, Invitation to a voyage, et un second, réalisé par Mary McGuckian, sorti en 2015, The Price of Desire.
En 2007, France Culture lui consacre une émission de création radiophonique réalisée par Christine Delorme, « Eileen Gray E1027, une maison de bord de mer », primée dans le cadre du 6e concours d'art radiophonique de la Muse en Circuit. La voix d'Eileen Gray y est interprétée par Édith Scob.

## Héritage

### Expositions posthumes

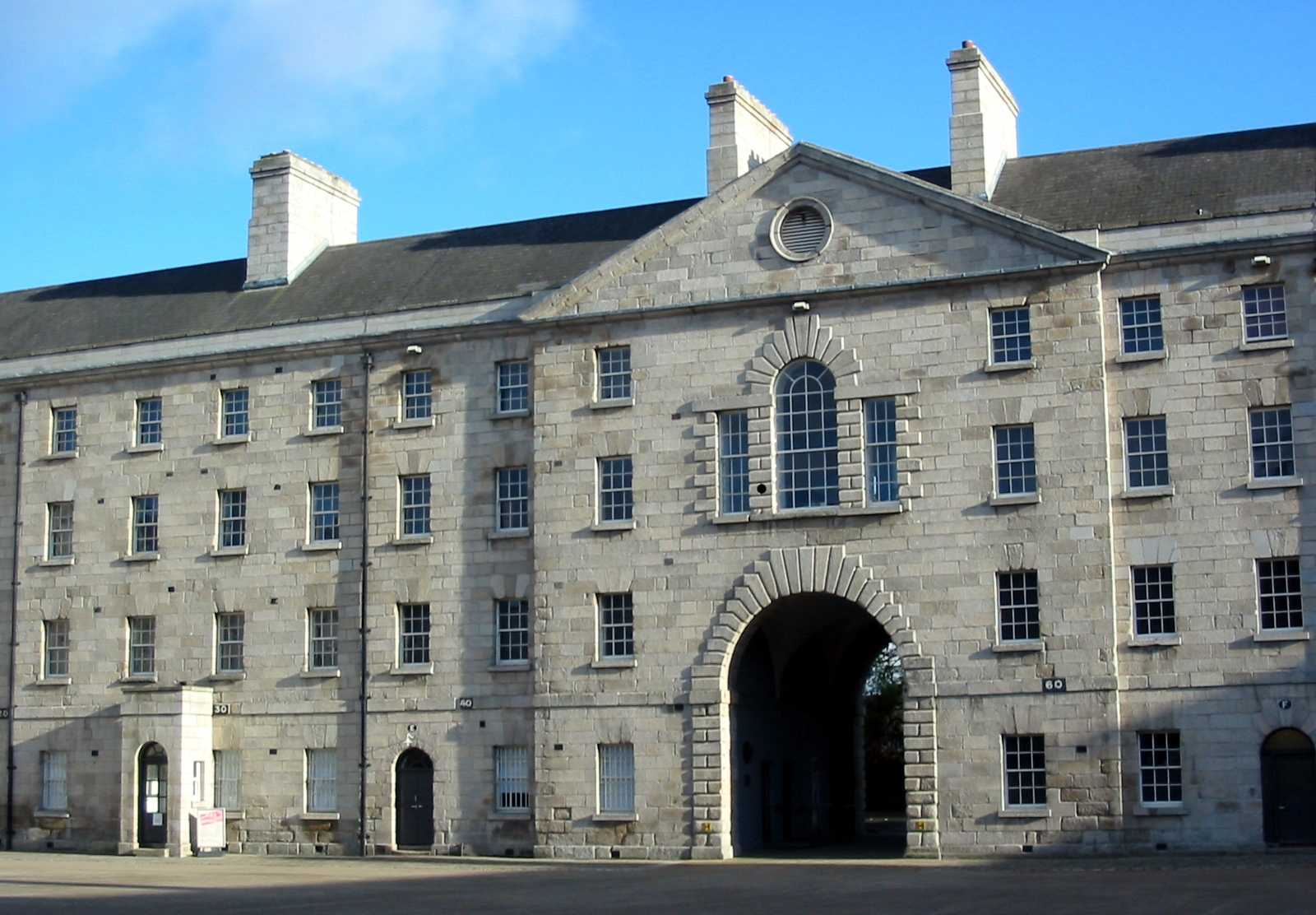
Le Musée national d'Irlande qui abrite une exposition permanente sur l'œuvre d'Eileen Gray.

Depuis sa disparition, Eileen Gray fait l'objet d'expositions posthumes. On peut citer « Eileen Gray Designer 1879-1976 », une exposition présentée en 1979 au Victoria and Albert Museum à Londres, puis à nouveau en 1980 au Museum of Modern Art de New York. « Eileen Gray : An Architecte for all Senses », est présentée en 1994 au Harvard Graduate School of Design à Cambridge, puis à nouveau en 1996 au Deutsches Architektur-Museum de Francfort. « Eileen Gray une Importante Collection de soixante Œuvres Originales sur Papier », soixante projets originaux sur papier (gouaches, collages et photographies) réalisés de 1918 à 1950 ont été présentés en décembre 2007 à la Galerie Historismus à Paris. Une rétrospective Eileen Gray est présentée au Centre Pompidou au printemps 2013.
À la suite de l'achat de ses archives en 2002, le National Museum of Ireland de Dublin ouvre une exposition permanente de son travail. Le Victoria and Albert Museum possède deux paravents datant de sa période Art-déco. Une table ajustable et un fauteuil « Transat » se trouvent quant à eux au Centre Georges Pompidou à Paris, parmi neuf meubles provenant de la villa E-1027. Un guéridon (1926-1929) et une coiffeuse (1926-1929) sont exposés au musée des arts décoratifs de Paris,.

### Monuments historiques
Le travail d'Eileen Gray est reconnu officiellement avec la mention au titre des monuments historiques de deux de ses réalisations architecturales : la villa Tempe a païa est inscrite depuis 1990 et l'E-1027 classée depuis 2000. Elle collabora également avec, entre autres, Pierre Chareau ou Jean Prouvé à la décoration de la villa Noailles, construite par Robert Mallet-Stevens et classée.

### Enchères
Le 24 février 2009, un « fauteuil au dragon » réalisé par Eileen Gray vers 1917-1919 a été vendu pour 21,9 millions d'euros lors de la vente aux enchères de la collection Yves Saint Laurent - Pierre Bergé, ce qui en fait le deuxième meuble le plus cher de l'histoire.

## Liste chronologique des œuvres

### Mobilier
- 1914 : « le Destin », paravent en bois laqué rouge[55]
- 1915 : « Table Bilboquet », table basse en bois laqué
- 1917 - 1919 : « Fauteuil aux dragons », bois laqué brun orangé à inclusions de feuilles d'argent patinées, gainé de cuir
- 1919 : Lampe « Satellite », suspension[56]
- 1919 - 1922 : « Paravent briques »
- 1920 : Chaise longue « Pirogue »[57]
- 1925 : Commode en sycomore, mobilier d'architecte pour Henri Pacon[58]
- 1924 - 1929 : Fauteuil « Transat », structure en sycomore et assise en cuir[59]
- 1925 - 1926 : « Table ajustable », prototype, acier
- 1926 - 1929 : « Coiffeuse paravent », bois peint, aluminium, miroir, verre et liège
- 1926 - 1929 : « Table roulante », métal peint et bois peint
- 1926 - 1929 : « Table élément » acier laqué et bois peint
- 1926 - 1929 : Chaise de salle à manger, acier nickelé, cuir
- 1926 - 1929 : Chaise « Non Conformiste »
- 1927 - 1929 : « Table ajustable E-1027 », table d'appoint, structure tubulaire en acier laqué et plateau en acétate de cellulose[60],[61]
- 1929 : « Divan courbe », acier chromé, tissu enduit
- 1930 : « Bibendum », fauteuil rond

### Architecture
Ici sont répertoriés uniquement les projets réalisés :
- 1919 – 1924 : L'appartement de la rue de Lota, Paris, aujourd'hui disparu.
- 1921 – 1924 : Maison de vacances, Samois-sur-Seine, aujourd'hui en partie modifiée.
- 1922 : La Galerie Jean Désert au no 217, rue du Faubourg-Saint-Honoré à Paris (devanture de Jean Badovici). Celle-ci est fermée en 1930.
- 1922 – 1923 : Boudoir de Monte-Carlo, Paris, créé pour le Salon des artistes décorateurs; ce boudoir n'existe plus.
- 1926 – 1932 : Maison Battachon-Renaudin, Vézelay (en collaboration avec Jean Badovici) depuis a subi des modifications[62].
- 1927 – 1931 : Maison Badovici-Gray, rue de l'Argenterie à Vézelay (en collaboration avec Jean Badovici)[63]; a subi depuis des modifications.
- 1927 – 1932 : Logement d'artiste, rue de la Porte-Neuve à Vézelay (en collaboration avec Jean Badovici); a subi depuis des modifications[64].
- 1926 – 1929 : Villa E-1027, de Roquebrune (en collaboration avec Jean Badovici)[63]
- 1930 : Appartement d'Eileen Gray, au no 21, rue Bonaparte à Paris. Elle vécut dans cet appartement de 1907 à sa mort en 1976.
- 1929 – 1931 : L'appartement de Jean Badovici, du no 14, rue Chateaubriand, à Paris (en collaboration avec Jean Badovici)[63].
- 1932 – 1934 : Villa Tempe a païa, située à Castellar, Menton[55]; aujourd'hui, l'intérieur est en partie modifié.
- 1938 : Rénovation d'appartement à Saint-Tropez, détruit au cours de la guerre[65].
- 1937 – 1943 : Maison Zervos, Vézelay, pour Christian Zervos[64].
- 1954 – 1961 : Lou Pérou, Saint-Tropez, en partie démolie et modifiée[66].